# 62 (杭州话)

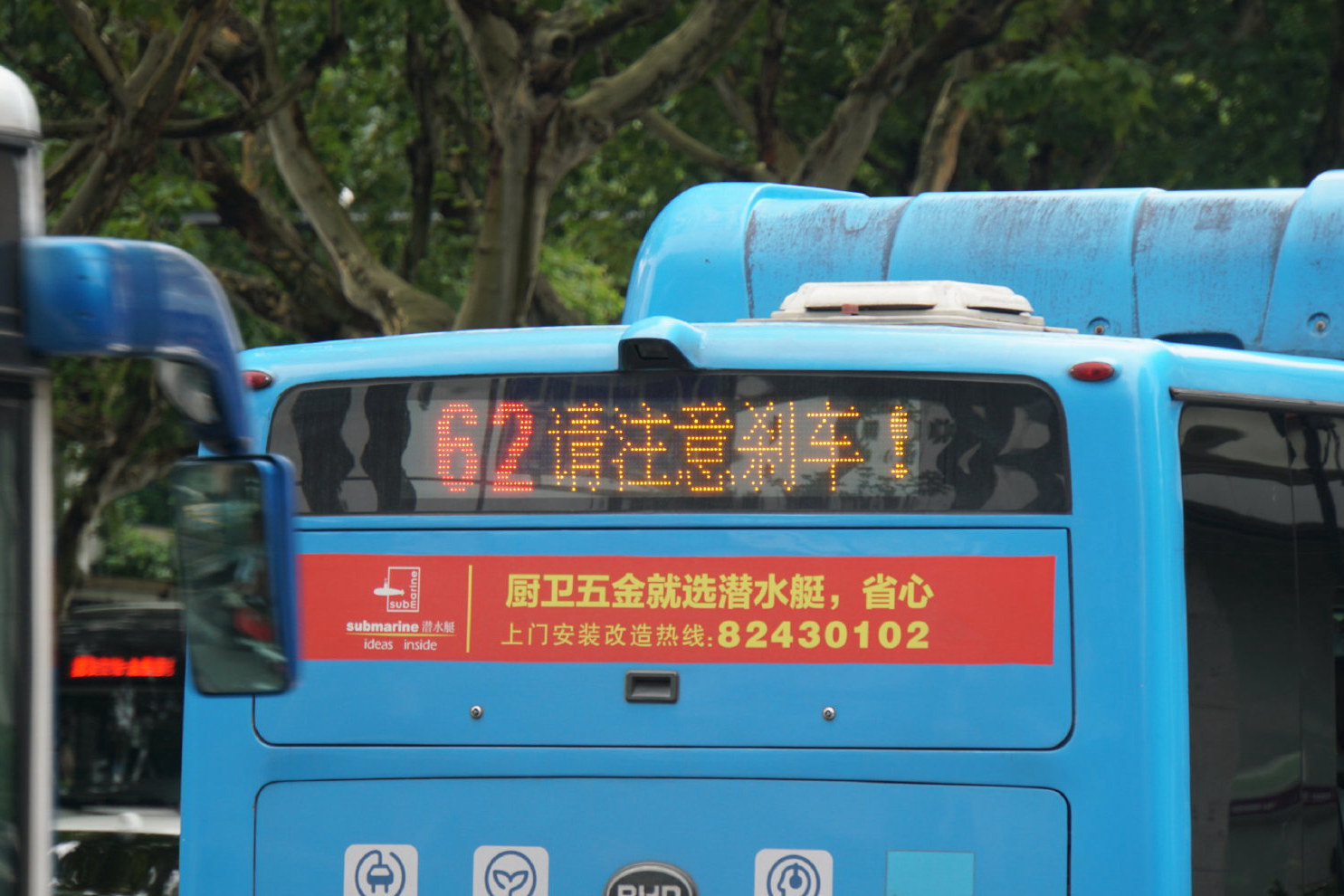
正在刹车的杭州公交62路，车尾显示屏显示"62请注意刹车"

62是杭州话的习语，用于形容人呆笨，但也可用于年轻人之间的自嘲，部分杭州市民和商家还会庆祝62节，62节也被调侃为杭州的市民节。杭州的62路公交车曾因为在车尾显示“62请注意刹车”而被市民投诉，也有杭州市民不在6月2日过生日，门牌为62号的市民亦被称为62。

## 词语出处
杭州方言专家曹晓波等认为，这个词语的汉字应作“簏儿”，古代代指一种竹书盒。《晋书·刘柳传》记载刘柳嘲讽傅迪“读书虽多，而无所解，可谓书簏也”。曹晓波认为“书簏”的发音转变为“簏儿”的确切时间已经不可考，但北方方言将儿化音带入杭州。“簏儿”可以数字替代而简明易懂，因而得到广泛传播。
网友则给出了不同的出处，有说20世纪80年代末沈塘桥地区街头混混学着古文中“老儿”骂人而流传开来，也有说出自南宋时期的“落魄人儿”的熟语，还有说“六儿”是用来讽刺在亲人去世后的第六天而不是头七祭奠亲人的糊涂人，或是“瓜佬儿”“娘卖日佬儿”方言粗口的简化等。